# Somloire
Somloire é uma comuna francesa na região administrativa da Pays de la Loire, no departamento de Maine-et-Loire. Estende-se por uma área de 31,83 km². Em 2010 a comuna tinha 897 habitantes (densidade: 28,2 hab./km²).